# Bröl (Hennef)
Bröl ist ein Ortsteil der Stadt Hennef (Sieg) und wurde, wie einige Ortsteile in der Gegend, nach dem angrenzenden Brölbach benannt.

## Geschichte

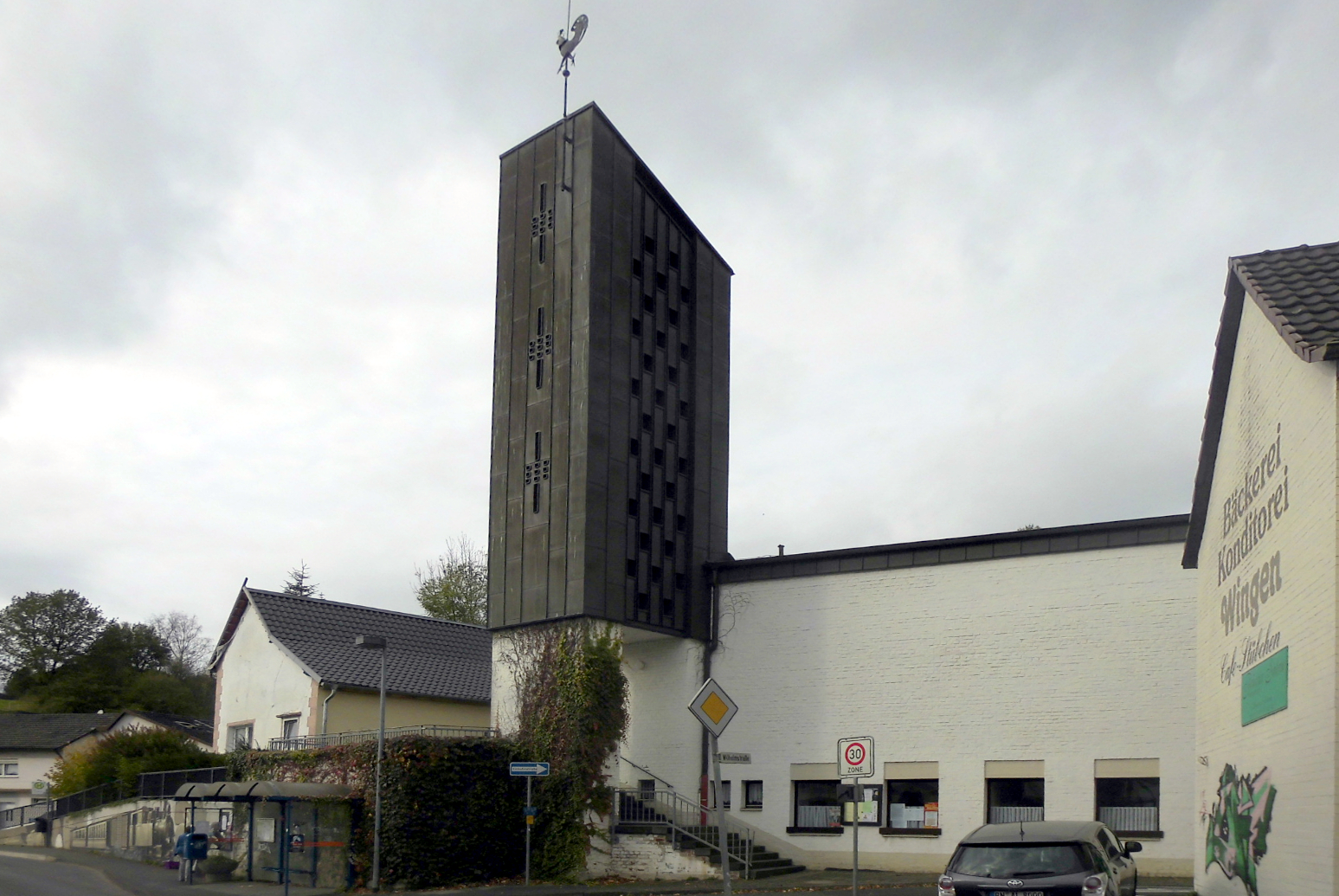
Kirche Mariä Himmelfahrt in Bröl

Der Ort wird 1400 als Broile erwähnt. 1816 hatte Bröl 165, 1871 132, 1961 210 und 1980 766 Einwohner. Bis 1956 war der Ort in zwei Hälften geteilt, die Grenze bildete der Walbach. Der rechts des Walbachs liegende Teil gehörte zur Gemeinde Altenbödingen, die linke Seite zur Gemeinde Happerschoß. Diese Aufteilung war begründet in der ursprünglichen geteilten Zugehörigkeit zu den Kirchspielen Happerschoß und Allner. Durch die Auflösung der zum Amt Lauthausen gehörenden Gemeinden und der Neubildung der amtsfreien Gemeinde Lauthausen gehörten beide Teile zu Lauthausen. Seit 1969 ist Bröl ein Ortsteil von Hennef (Sieg).

## Kirche St. Mariä Himmelfahrt
Der Vorgängerbau der heutigen Kirche war eine Fachwerkkapelle, die Mitte des 20. Jahrhunderts zu klein geworden war. Mariä Himmelfahrt wurden zwischen 1958 und 1959 gebaut. Die Kirchenfenster gestaltete der Kölner Künstler Manfred M. Ott.

## Industrie
Nördlich von Bröl, im Katharinental, besteht das 141.000 m² große Eckes-Granini-Werk, das jährlich 210 Millionen Liter der bekannten Säfte Granini und Hohes C produziert. Bis zu 48.000 PET-Flaschen können hier stündlich abgefüllt werden. Das aus Südamerika mittels Tankschiff angelieferte Konzentrat wird vom Zwischenlager in Gent per Tanklastwagen nach Bröl verbracht. Dort wird es in 60.000 Liter-Tanks zurückverdünnt, pasteurisiert, verfüllt und für eine Woche bis zur Qualitätskontrolle gelagert. Die Äpfel für den Apfelsaft werden von Großfirmen aus Europa bezogen, einen Tag im Herbst können lokale Lieferanten direkt anliefern. Heute beschäftigt das Werk 280 Mitarbeiter im 4-Schicht-Betrieb, davon 22 Lehrlinge. Begründet wurde das Werk von der Fa. Kleinhans & Eckertz 1959, die hier eine Apfelsaft-Kelterung betrieb. 1982 erfolgte die Übernahme durch die Eckes AG.

## Schule

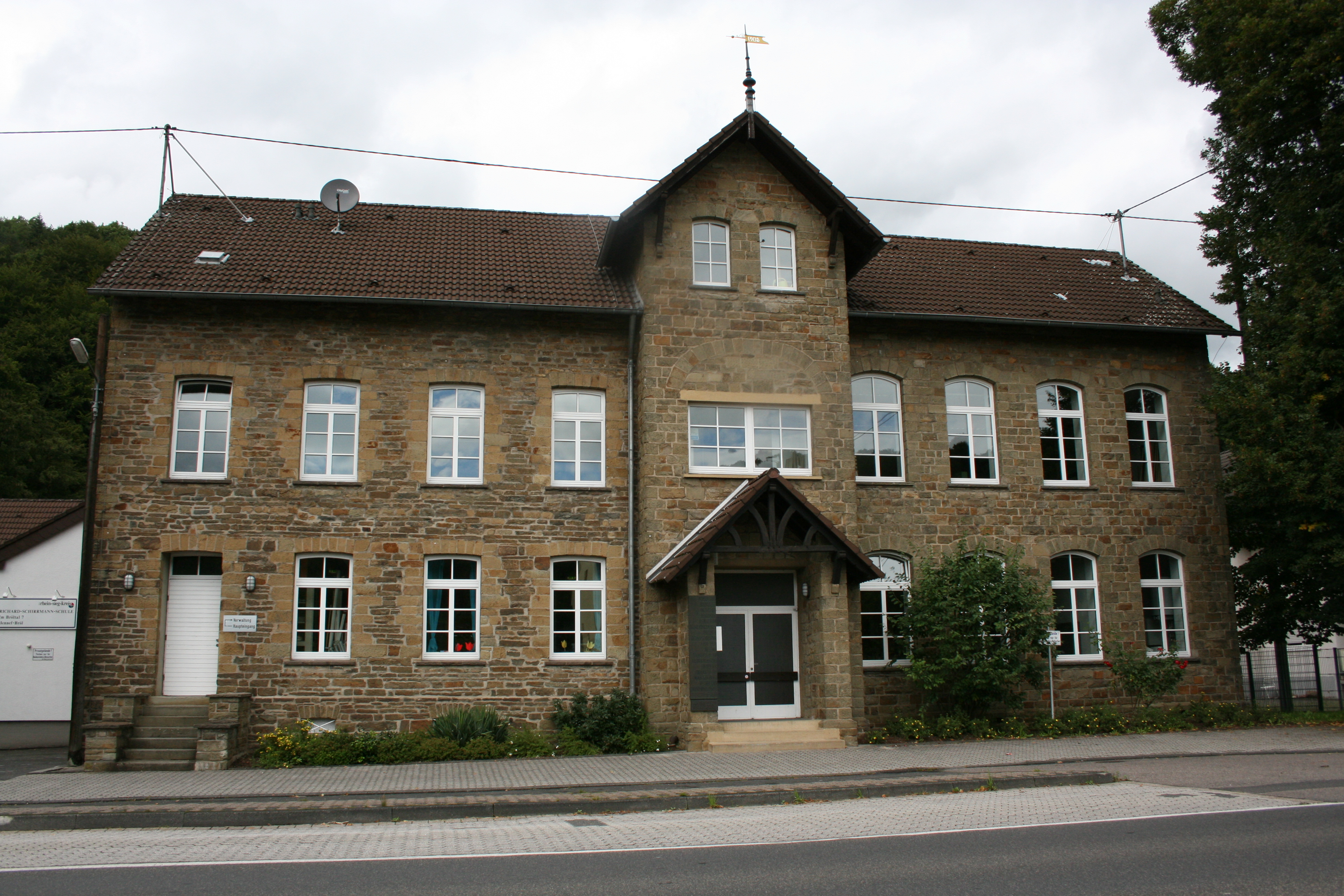
Die nach Richard Schirrmann benannte Schule in Bröl

Die heutige Richard-Schirrmann-Schule in Bröl erlangte Namen und Bedeutung durch Marie Gierling, die Frau eines früheren Schuldirektors, die Richard Schirrmann bei einer Wanderung mit seiner Schulklasse Unterkunft gewährte. Schirrmann kam in dieser Nacht auf die Idee, ein Netz von Jugendherbergen aufzubauen.

## Verkehr

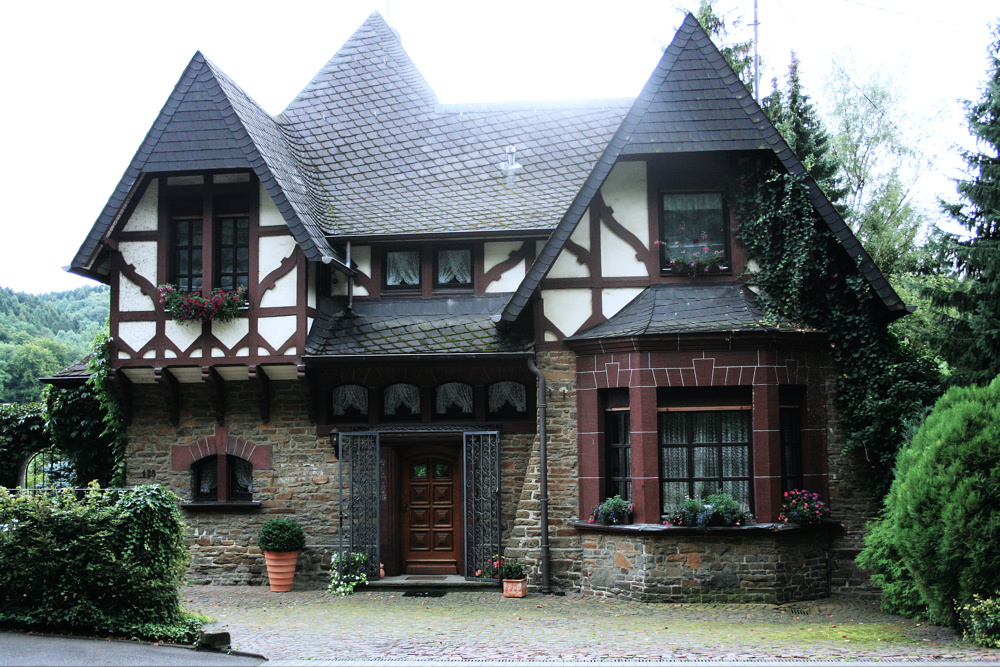
Der ehemalige Bahnhof Bröl

Geprägt ist Bröl durch die durchlaufende Bundesstraße 478 und alte enge Gassen. Von 1862 bis 1953/54 war Bröl durch die Bröltalbahn an das öffentliche Schienennetz angebunden.